# Hessischer Radfernweg R4
De Hessischer Radfernweg R4 is een langeafstandsfietsroute in Duitsland. De route verbindt het dal van de Wezer en Diemel met het stroomdal van de Neckar en loopt van noord naar zuid door de deelstaat Hessen. Het traject is bewegwijzerd in twee richtingen. 

## Traject
De route start in Bad Karlshafen aan de Wezer. Hier kan worden aangesloten op de Weserradweg langs deze rivier of kan worden aangesloten op de Diemelradweg om de Diemel te volgen. In Lauterbach kruist de route de Hessischer Radfernweg R7.
De route daalt naar het dal van de Main en kruist in Offenbach am Main de EuroVelo EV4 Midden-Europaroute, de Mainradweg en de Hessischer Radfernweg R3.
Nu voert de route het Odenwald in. Bij Höchst im Odenwald kruist de route de Hessischer Radfernweg R9. Bij eindpunt Hirschhorn kan worden aangesloten op de Neckartal-Radweg langs de rivier de Neckar.

## Aansluitingen met Europese fietsroutes
- In Offenbach am Main kan worden aangesloten op de EuroVelo EV4 Midden-Europaroute.

## Aansluitingen met andere fietsroutes
- In Bad Karlshafen kan worden aangesloten op de Weserradweg.
- In Bad Karlshafen kan worden aangesloten op de Diemelradweg.
- In Homberg kruist de route de Hessischer Radfernweg R5.
- In Alsfeld kruist de route de Hessischer Radfernweg R2.
- In Lauterbach kruist de route de Hessischer Radfernweg R7.
- In Offenbach am Main kruist de route de Mainradweg.
- In Offenbach am Main kruist de route de Hessischer Radfernweg R3.
- In Höchst im Odenwald kruist de route de Hessischer Radfernweg R9.
- In Hirschhorn kan worden aangesloten op de Neckartal-Radweg.

## Hessischer Radfernwegen
In 1992 zijn in de deelstaat Hessen 9 Hessischer Radfernwegen uitgezet welke allen bewegwijzerd zijn. Naast de R4 zijn dit:
- R1 van Mosbach naar Hannoversch Münden
- R2 van Bad Laasphe naar Sinntal
- R3 van Rüdesheim am Rhein naar Tann
- R5 van Willingen naar Eschwege
- R6 van Diemelstadt naar Lampertheim
- R7 van Limburg an der Lahn naar Philippsthal
- R8 van Frankenberg naar Heppenheim
- R9 van Worms naar Obernburg am Main